# Niafles
Niafles és un municipi francès situat al departament de Mayenne i a la regió de País del Loira. L'any 2007 tenia 296 habitants.

## Demografia

### Població
El 2007 la població de fet de Niafles era de 296 persones. Hi havia 112 famílies de les quals 28 eren unipersonals (20 homes vivint sols i 8 dones vivint soles), 32 parelles sense fills, 48 parelles amb fills i 4 famílies monoparentals amb fills.
La població ha evolucionat segons el següent gràfic:
Habitants censats

### Habitatges
El 2007 hi havia 129 habitatges, 114 eren l'habitatge principal de la família, 8 eren segones residències i 7 estaven desocupats. 128 eren cases i 1 era un apartament. Dels 114 habitatges principals, 85 estaven ocupats pels seus propietaris i 29 estaven llogats i ocupats pels llogaters; 2 tenien dues cambres, 10 en tenien tres, 36 en tenien quatre i 66 en tenien cinc o més. 107 habitatges disposaven pel capbaix d'una plaça de pàrquing. A 30 habitatges hi havia un automòbil i a 71 n'hi havia dos o més.

### Piràmide de població
La piràmide de població per edats i sexe el 2009 era:
| Homes | Edats   | Dones |
| ----- | ------- | ----- |
| 0     | 95 o +  | 0     |
| 0     | 90 a 94 | 4     |
| 4     | 85 a 89 | 4     |
| 0     | 80 a 84 | 0     |
| 8     | 75 a 79 | 12    |
| 0     | 70 a 74 | 4     |
| 0     | 65 a 69 | 0     |
| 4     | 60 a 64 | 4     |
| 12    | 55 a 59 | 0     |
| 12    | 50 a 54 | 4     |
| 8     | 45 a 49 | 24    |
| 16    | 40 a 44 | 16    |
| 20    | 35 a 39 | 8     |
| 4     | 30 a 34 | 8     |
| 0     | 25 a 29 | 0     |
| 0     | 20 a 24 | 4     |
| 20    | 15 a 19 | 8     |
| 8     | 10 a 14 | 28    |
| 8     | 5 a 9   | 8     |
| 4     | 0 a 4   | 0     |

## Economia
El 2007 la població en edat de treballar era de 211 persones, 168 eren actives i 43 eren inactives. De les 168 persones actives 161 estaven ocupades (92 homes i 69 dones) i 7 estaven aturades (1 home i 6 dones). De les 43 persones inactives 14 estaven jubilades, 18 estaven estudiant i 11 estaven classificades com a «altres inactius».

### Ingressos
El 2009 a Niafles hi havia 125 unitats fiscals que integraven 324 persones, la mediana anual d'ingressos fiscals per persona era de 16.965 €.

### Activitats econòmiques
Dels 9  establiments que hi havia el 2007, 2 eren d'empreses de construcció, 2 d'empreses de comerç i reparació d'automòbils, 2 d'empreses d'hostatgeria i restauració, 1 d'una empresa de serveis, 1 d'una entitat de l'administració pública i 1 d'una empresa classificada com a «altres activitats de serveis».
Dels 3 establiments de servei als particulars que hi havia el 2009, 1 era un paleta, 1 perruqueria i 1 restaurant.
L'any 2000 a Niafles hi havia 19 explotacions agrícoles que ocupaven un total de 650 hectàrees.

## Poblacions més properes
El següent diagrama mostra les poblacions més properes.